# Jean Driancourt
Ne doit pas être confondu avec Robert Driancourt.
Jean Driancourt, né le 3 janvier 1908 à Paris 16e et mort le 4 avril 1989 à Paimbœuf, est un coureur cycliste français. Il a participé au Tour de France 1933,. Il est le frère cadet de Robert Driancourt, qui fut aussi coureur cycliste.

## Palmarès sur route

### Palmarès amateur
- 1926
  - Challenge Jacquard[4]
- 1927
- 1928
  - 2e de Paris-Montargis[5]
- 1930
  - 2e de Paris-Reims

### Palmarès professionnel
- 1932
  - 3e de Paris-Lens
- 1933
  - Championnat de Paris[6]
  - 2e du Grand Prix de Vierzon
- 1934
  - 2e de la  8e étape du Circuit de l'Ouest
  - 2e de Paris-Reims
  - 3e de Paris-Lens

## Résultats sur les grands tours

### Tour de France
- 1933 : éliminé ( 17e étape)